# Walter Blume (pilote)
Pour les articles homonymes, voir Walter Blume et Blume.
 (juin 2010).
Si vous disposez d'ouvrages ou d'articles de référence ou si vous connaissez des sites web de qualité traitant du thème abordé ici, merci de compléter l'article en donnant les références utiles à sa vérifiabilité et en les liant à la section « Notes et références ».
Walter Blume (né le 10 janvier 1896 à Hirschberg dans les monts des Géants et mort le 27 mai 1964 à Duisbourg) était un pilote de chasse allemand et un concepteur d'avions.

## Biographie

### Avant la Première Guerre mondiale
Après ses études à Hirschberg, il travaille comme ingénieur stagiaire dans une fabrique de machines.

### Première Guerre mondiale
Au début de la guerre, Walter Blume sert dans le 5e bataillon de chasseurs à pied (de) en tant que bénévole. Après avoir été blessé par balle en octobre 1914 à Lyck en province de Prusse-Orientale, il sert de juin 1915 à juin 1916 dans la Flieger-Ersatzabteilung Großenhain et dans la Fliegerschule Leipzig-Mockau pour une formation de pilote. Après l'achèvement de se formation, il est envoyé à l'Ouest, d'abord dans la Versuchs und Übungspark West à Saint-Quentin puis dans Armeeflugzeugpark à Strasbourg. À partir du 18 juin 1916 jusqu'au 20 janvier 1917, Blume était en cours d'utilisation pour la section de vol no 65 en Double-Aviation à Schlettstadt. Il est promu au grade de sergent en août 1916.
Après son transfert au Jasta 26 et après avoir été promu lieutenant le 31 janvier 1917, il abat son premier avion le 10 mai 1917 à Gouzeaucourt. Dans cette unité, où il servit avec le lieutenant Bruno Loerzer, il atteindra un total de six victoires sur Albatros.
Après avoir été sérieusement blessé à la poitrine le 29 novembre 1917, il s'installe trois mois dans la Jasta 9 afin de récupérer. Il y finit la guerre, après avoir abattu 22 avions ennemis.
Le 30 septembre 1918, il reçoit la Pour le mérite, la plus haute distinction prussienne de bravoure. Avec 28 victoires confirmées, il fut un des nombreux as allemand de la Première Guerre mondiale.